# Dysoxylum middletonianum
Dysoxylum middletonianum är en tvåhjärtbladig växtart som beskrevs av W.N.Takeuchi. Dysoxylum middletonianum ingår i släktet Dysoxylum och familjen Meliaceae. Inga underarter finns listade i Catalogue of Life.